# 모카케촌
모카케촌(裳掛村)은 오카야마현 오쿠군에 있던 촌이다. 현재의 세토우치시에 해당한다.

## 역사
- 1889년 6월 1일 - 정촌제 시행에 의해 오쿠군 모카케촌이 발족하였다.
- 1958년 4월 1일 - 오쿠정에 편입되었다.